# Ноги (посёлок)
Ноги (яп. 野木町 Ноги-мати) — посёлок в Японии, находящийся в уезде Симоцуга префектуры Тотиги. Площадь посёлка составляет 30,25 км², население — 25 702 человека (1 июля 2014), плотность населения — 849,65 чел./км².

## Географическое положение
Посёлок расположен на острове Хонсю в префектуре Тотиги региона Канто. С ним граничат города Ояма, Тотиги, Кога.

## Население
Население посёлка составляет 25 702 человека (1 июля 2014), а плотность — 849,65 чел./км². Изменение численности населения с 1980 по 2005 годы:
| 1980 | 16 454 чел. |  |
| 1985 | 18 983 чел. |  |
| 1990 | 23 676 чел. |  |
| 1995 | 26 489 чел. |  |
| 2000 | 26 674 чел. |  |
| 2005 | 25 907 чел. |  |

## Символика
Деревом посёлка считается софора японская, цветком — подсолнечник однолетний.